# Fötus

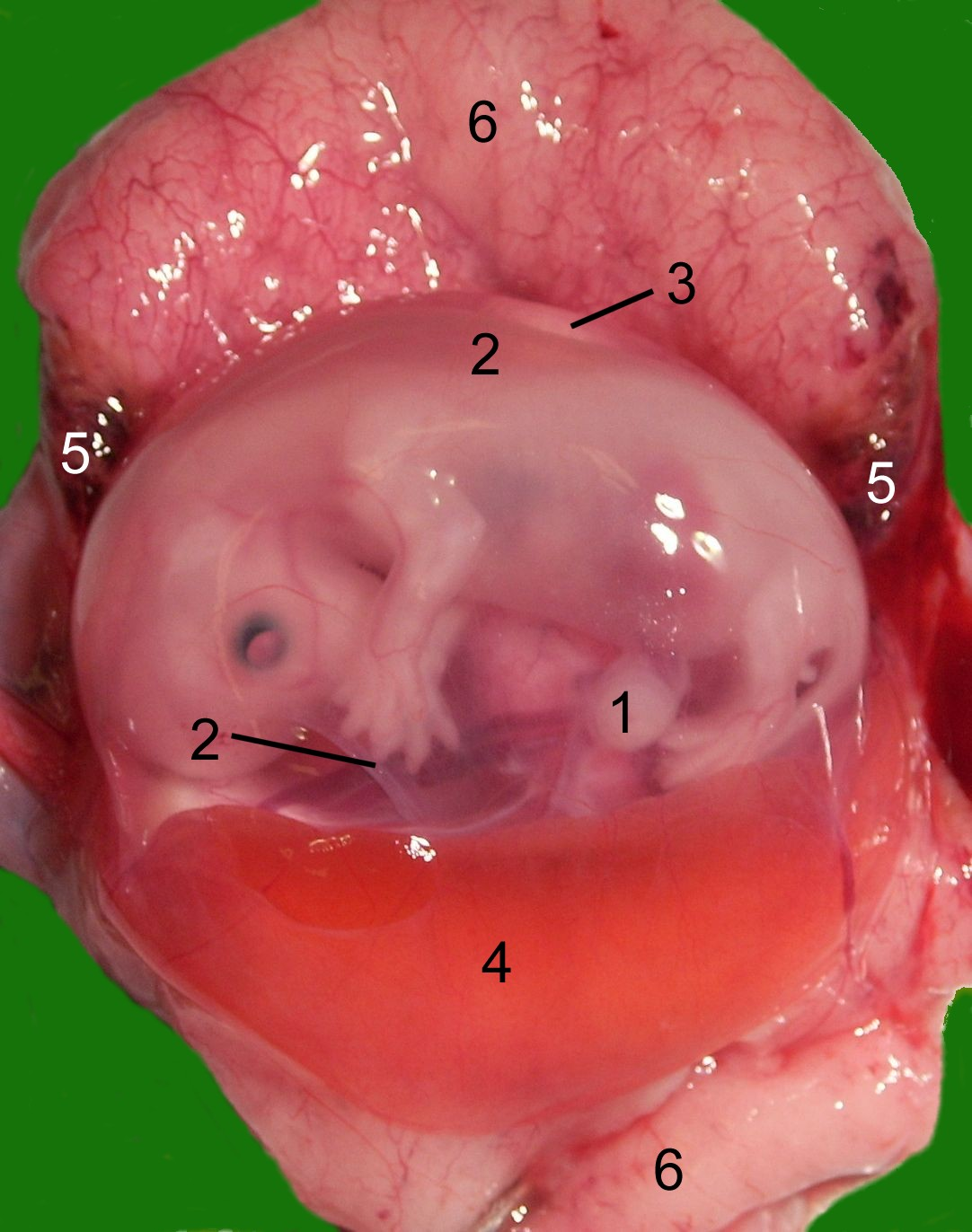
Fötus einer Hauskatze mit Uterus und Plazenta

Ein Fötus oder Fetus (von lateinisch fetus, „Brut, Nachkommenschaft“; alternative Schreibweisen Föt und Fet, Mehrzahl Föten und Feten) ist ein frühes Stadium in der Individualentwicklung (Ontogenese) der amniotischen Wirbeltiere (Amniota) und insbesondere der Höheren Säugetiere (Placentalia) einschließlich des Menschen. Es beginnt mit der Ausbildung der inneren Organe und endet mit dem Schlupf bzw. der Geburt. Das vorhergehende Entwicklungsstadium wird Embryo genannt.
Bei den Höheren Säugetieren sind sowohl Beginn als auch die Dauer der Fetalperiode unterschiedlich und abhängig von der Gesamtdauer der Tragzeit und dem arttyipschen Reifegrad des Neugeborenen. So beginnt die Fetalperiode beim Menschen, dessen Schwangerschaft für gewöhnlich 9 Monate dauert, in der 9. Woche, währt also ca. ¾ der gesamten Schwangerschaft. Bei kleinen Nagetieren (Hamstern, Mäusen) mit Gesamttragzeiten von kaum mehr als drei Wochen beginnt die Fetalperiode hingegen erst in der dritten Trächtigkeitswoche und beträgt somit nur in etwa ¼ der Gesamttragzeit.

## Fetales Kreislaufsystem

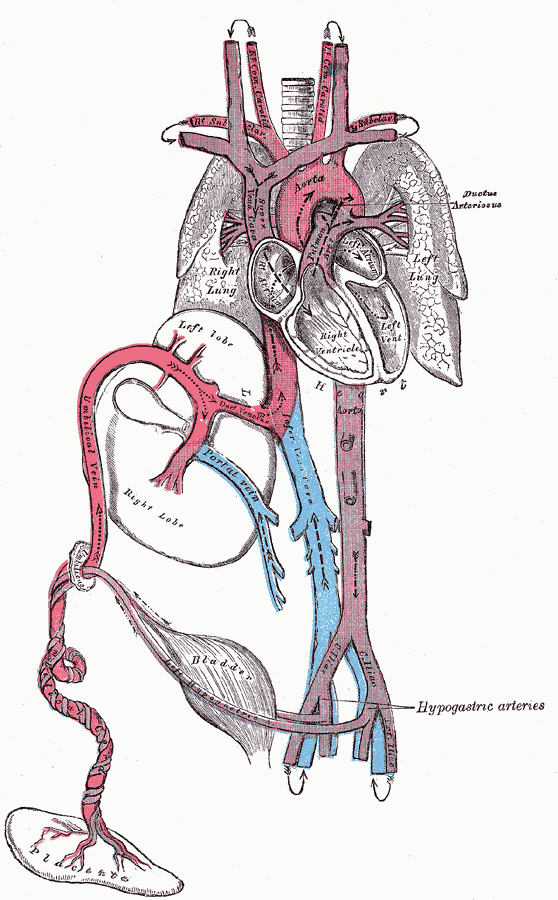
Fetaler Kreislauf

Der vorgeburtliche Blutkreislauf eines menschlichen Fötus unterscheidet sich stark vom Kreislauf nach der Geburt. Das liegt vor allem daran, dass die Lungen nicht genutzt werden. Die Versorgung mit Sauerstoff und Nährstoffen erfolgt über die Plazenta (Mutterkuchen) und die Nabelschnur.

## Entwicklung des menschlichen Fötus

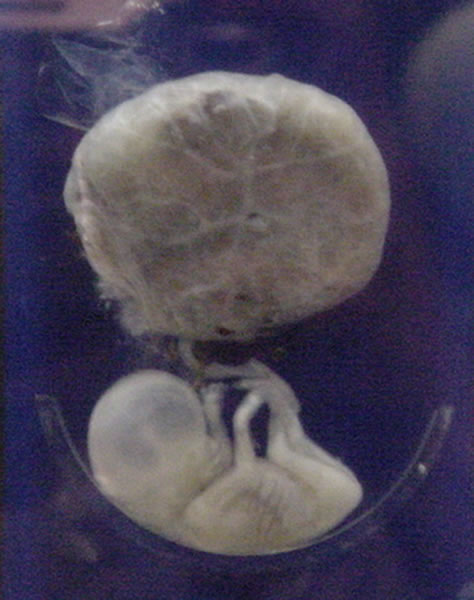
3 Monate alter menschlicher Fötus mit Nabelschnur und Plazenta.

Die folgenden Angaben sind Anhaltswerte, individuell können zeitliche Unterschiede auftreten.
- Embryo: In der 4. Woche nach der Befruchtung beginnt der Herzschlag.
- 5.–8. Woche: Die Organe bilden sich aus.
- 15. Woche: Der Fötus gewinnt zunehmend „menschliche Gestalt“. Optische Bestimmung des Geschlechts wird möglich.[2]
- 18. Woche: Der Fötus öffnet den Mund und schluckt Fruchtwasser. Das Verdauungssystem arbeitet und Geschmacksknospen im Mund entwickeln sich.
- 19. Woche: Wahrnehmbare Bewegungen des Fötus (Kindsbewegungen) und hörbare Herztöne.[2]
- ab 20. Woche: Die Großhirnrinde wird angelegt, in ihr werden Erfahrungen gespeichert.
- 21. Woche: Die Iris des Auges entwickelt sich.
- 24. Woche:
  - Die Lungenbläschen haben sich entwickelt, bis zur 30. Woche bildet sich in ihnen ein Oberflächenfilm (Surfactant), der später ein Kollabieren der Lungenbläschen durch Herabsetzen ihrer Oberflächenspannung verhindert. Bei vorzeitiger Geburt muss dem Säugling daher evtl. künstlicher Surfactant in die Lunge gegeben werden um eine suffiziente Atmung zu ermöglichen.
  - Die Augenlinse wird von einem Muskel fixiert.
- 24.–26. Woche: Innen- und Mittelohr sind voll ausgebildet, Nervenbahnen der Gehörgänge sind mit isolierendem Myelin umwickelt. Herzschlag, Sprache und Atemgeräusche der Mutter sowie Außengeräusche (ab 90 Dezibel Lautstärke) können gehört werden.
- 7. Monat: Der Fötus erkennt die Stimme der Mutter.
- 26. Woche: Augenlider sind ausgebildet, die Augen teilweise geöffnet.
- 28. Woche: Der Gewebepfropf löst sich, der vorher die Nasenlöcher verschloss. Der Fötus kann riechen (bestätigt durch Experimente mit zu früh geborenen Kindern).
- 30. Woche: Auf den Lungenbläschen bildet sich ein Oberflächenfilm (Surfactant), der das Atmen ermöglicht.
- 30.–34. Woche:
  - Bei männlichen Föten deszendiert der Hoden (d. h. er steigt in den Hodensack ab).
  - Die Augen können in der Augenhöhle bewegt werden und der Fötus kann optische Sinneseindrücke wahrnehmen und reagiert z. B. auf starken Lichtschein.
  - Der Fötus ist fertig entwickelt. Bis zur Geburt wächst er noch und nimmt an Gewicht zu.
- 32.–33. Woche: Der Saugreflex bildet sich aus. Zu früh geborene Kinder können nicht selbstständig saugen.
- Geburt: Wenn die Lungenreife weit fortgeschritten ist, befindet sich so viel Surfactant-Protein im Fruchtwasser, dass die Bildung von Oxytocin angeregt wird. Oxytocin bewirkt ein Zusammenziehen der Gebärmutter und löst dadurch die Geburt und die Plazentaabstoßung aus. Gleichzeitig wird durch dieses Hormon auch die Blutung in der Gebärmutter gestoppt.

Neugeborene haben eine Sehschärfe von etwa 0,03. Sie sind in der Lage zu akkommodieren. Eine Farbwahrnehmung lässt sich erst etwa zwei Monate nach der Geburt nachweisen.
Bei der Geburt sind die meisten Nervenzellen des Gehirns bereits vorhanden. Durch das anfangs geringe Gehirnvolumen passt das Baby durch den Geburtskanal. Das Volumen des Gehirns vergrößert sich von 0,35 Liter (bei der Geburt) auf ca. 1,35 Liter (beim Erwachsenen). Dies geschieht durch Ummantelung der Nervenleitungen mit isolierendem Myelin-Fett. Der Fettanteil im erwachsenen Gehirn beträgt ca. 60 %. Dadurch erhöht sich die Weiterleit-Geschwindigkeit der Nervenimpulse im Gehirn von 3 m/s (Fötus/Neugeborenes) auf ca. 110 m/s (Erwachsener).

## Begrifflichkeit beim Menschen

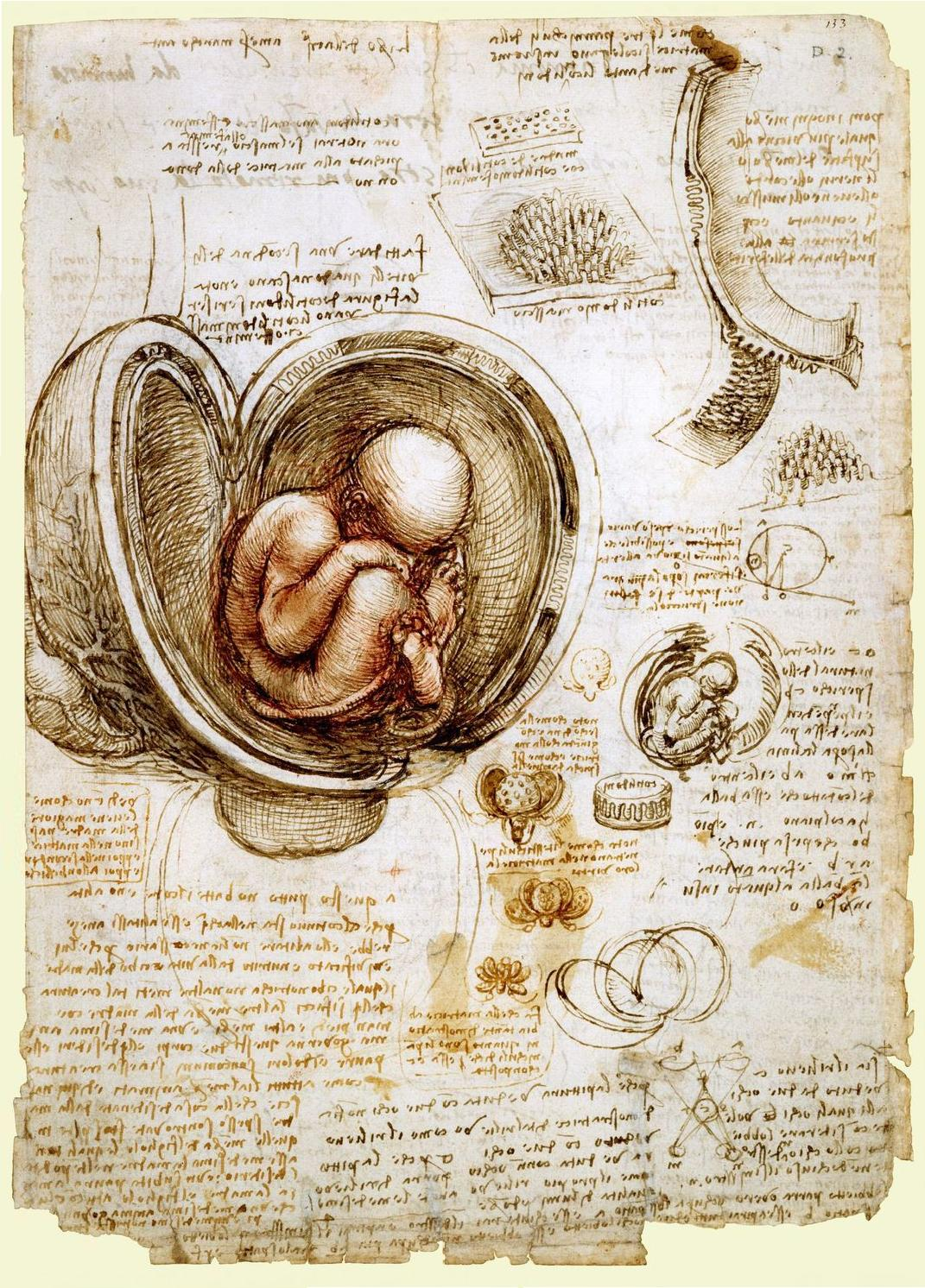
Zeichnung eines Föten in der Gebärmutter (Leonardo da Vinci, 1511)

Je nach Schwangerschaftsalter bzw. abhängig vom Geburtsvorgang wird ein und dasselbe menschliche Lebewesen entweder als Zygote, Morula, Blastozyste, Embryo (ab der 3. Woche), Fötus (ab der 11. Woche) oder Kind bezeichnet. Vielfach kritisiert wird die fehlende Verwendung möglicher verbindender Überbegriffe (z. B. Mensch), die verdeutlichen, dass es sich jeweils um dasselbe Lebewesen handelt, und eine Unterscheidung lediglich anhand von Entwicklungsschritten vorgenommen wird: „Die Bewertung nach dem Gestationsalter gehört in den Bereich der deskriptiven Ethik, sie ist eine Bezeichnung moralischer Praxis.“  Zeitliche Grenzen für die Begrifflichkeiten können darum situationsbezogen variabel sein, da sich die Wertigkeit an bestimmten Entwicklungspunkten des Embryos bzw. des Fötus orientiert. So wird „während der Geburt […] der Fet bereits wie ein Kind behandelt – das gilt für einen Föten, der in der 24. SSW geboren wird, ebenso wie für ein reifes Kind.“ 
In der Rechtswissenschaft werden die Begriffe Nasciturus bzw. Nondum conceptus benutzt.